# Hypoderma borneense
Hypoderma borneense är en svampart som beskrevs av Spooner 1991. Hypoderma borneense ingår i släktet Hypoderma och familjen Rhytismataceae.   Inga underarter finns listade i Catalogue of Life.